# Dicranomyia (Dicranomyia) borinquenia
Dicranomyia (Dicranomyia) borinquenia is een tweevleugelige uit de familie steltmuggen (Limoniidae). De soort komt voor in het Neotropisch gebied.